# مهر المثل
مهر المثل في فقه المعاملات هو: الصداق المقدر للمرأة بمثلها من قراباتها، من جهة أبيها، ثم الأقرب فالأقرب، مع اعتبار الصفات، والمكانة، والزمان والمكان. ويفرض لها بعد عقد النكاح الذي لم يحدد فيه المهر، أو بعد حصول تسمية المهر بصورة غير معتبرة شرعا، أو غير ذلك من الحالات، التي تحتاج إلى فرض مهر المثل؛ لأن الشرع لم يحدد قدرا للمهر.

## مهر المثل
مهر المثل هو: الصداق المقدر للمرأة بأمثالها من ذوي قراباتها، من جهة أبيها كأخواتها ثم عماتها، وهكذا، باعتبار المماثلة في الصفات والمكانة، ويفرض مهر المثل في بعض الحالات، التي لا تكون غالبا إلا بعد عقد النكاح الحاصل في السابق، بسبب ما قد يحدث من خلاف بين الزوجين حول المهر، فهو لا يفرص ابتداء، بل عند الحاجة إلى تحديد مهر المرأة التي لم يحدد مهرها، بصورة شرعية صحيحة. ويسمى مهر المثل؛ لأنه يقدر بمهر النساء المماثلات للمرأة.

## تقدير مهر المثل
يرجع تقدير مهر المثل للعرف. وهو المتعارف عليه في دفع المهور.
مقدار مهر أقرب النساء إليها من جهة أبيها، ثم الأقرب إليها من النساء، بالنسبة لأسرتها، ومجتمعها. فالمرأة تنسب إلى أبيها، ثم إلى أسرتها، ثم إلى عشيرتها، أو المجتمع الذي تنسب إليه.
ويكون مقدار مهر المثل بالقياس على مهر مماثلاتها، من بنات أبيها (أخواتها الشقيقات أو لأب) إن كن تزوجن من قبل وكان مهرهن معلوما؛ فيكون مهرها مماثلا لمهرهن. فإن لم يكن لها أخوات يعلم قدر مهرهن؛ اعتبر مهر الأقرب إليها كالعمات، وهكذا بحسب ترتتيب الأقرب فالأقرب.
1. حال المرأة التي يقدر لها المهر، باعتبار اليسار والتوسط والإعسار، وغير ذلك من الصفات التي يكون لها أثر في اختلاف تقدير المهر.
2. مراعاة اختلاف قدر المهور باختلاف الزمان والمكان، بمعنى: اعتبار الفارق الذي يكون له تأثير في الاختلاف بحسب الزمان والمكان، فإذا كان مهر مثلها في وقت سابق: مائة -مثلا-، ثم أصبح قدر هذه المائة لا تساوي إلا ما قيمتة في السابق عشرة؛ فيراعى الحال باعتبار الزمان والمكان.

## أحوال تقدير مهر المثل
لا يلزم تحديد في الزواج بل يستحب تسميتة؛ تجنبا لما قد يحدث من خلاف، وإخلاء العقد من تسمية المهر خلاف الأفضل، لكن لو حصل كذلك؛ فالعقد صحي، ويحدد المهر بعد ذلك، إما بمسمى صحيح ترضى به المرأة، أو يحدد مهر المثل في بعض الصور.

يقدر بعد عقد النكاح الحاصل بغير تسمية المهر، أو بتسمية غير صحيحة شرعا.

## تسمية المهر
تسمية المهر بمعنى: «تحديده، وتعيينه، وضبطه بما يعلم به قدرا وصفة» والتسمية الصحيحة هي: التي يكون فيها المسمى مما له قيمة مالية، بتحديد جنسه، ونوعه، وقدره، وضبط صفاته التي يكون بها معلوما، ومميزا في كل بما يناسبه.
ويستحب تسمية المهر في عقد النكاح؛ لأن النبي صلى الله عليه وسلم لم يخل نكاحا من تسمية، ولما في ذلك من اجتناب ما قد يحتمل من خصومة. وإذا جرى العقد بعد تحديد المهر؛ صح العقد بذلك المسمى. وإذا لم يسم المهر؛ فالعقد صحيح أيضا، ويحدد المهر بعد ذلك.

### دفع المهر
دفع المهر ليس ركنا من أركان عقد النكاح، ولا شرطا من شروطه، فإذا جرى العقد بغير تسمية المهر؛ فالعقد صحيح، ويتم تحديد المهر
وإذا حصل العقد مع اشتراط عدم دفع المهر، أو أن يتزوج بلا مهر؛ فالعقد صحيح، وهذا الشرط باطل؛ لأن المهر حق مفروض من الله تعالى، فلا يسقط بإسقاطه. لأنه شرط مخالف للشرع، وأما عقد الزواج؛ فلا يكون باطلاً. بل هو في الحالين صحيح، عند الجمهور ويقدر لها مهر، أو يفرض لها مهر المثل.